# Marie-Hélène Baconnet
Pour les articles homonymes, voir Baconnet.
Ne doit pas être confondu avec Hélène Baconnet.
Marie-Hélène Baconnet est une réalisatrice, productrice et écrivaine française née le 18 mai 1947 à Tournus.

## Biographie
Marie-Hélène Baconnet naît le 18 mai 1947 à Tournus.
En 1971, elle interprète Marinette Augier, personnage de Maigret et le Fantôme de Simenon dans l'épisode Maigret et le Fantôme de la série télévisée Les Enquêtes du commissaire Maigret.
De 1984 à 1999, elle crée, produit, et anime le magazine hebdomadaire « Fréquence Buissonnière » sur France Culture. Ce magazine sur l’environnement et la nature lui permet de lancer avec les associations de protection de la nature des opérations de mobilisation du public : Le Printemps des hirondelles (France Culture, du 12 mars au 10 avril 1988, en collaboration avec le journal La Hulotte), Sauvegarde des batraciens, Le Temps des bleuets, Opération grue cendrée, Coup de blaireau, etc.
En même temps, elle collabore à diverses chaînes de télévision et de radio, en tant que journaliste et productrice (FR3, RFO, La Cinq, etc.).
En 1991 elle crée avec Pierre Croissiaux la société de production Ecomédia, spécialisée dans la production de films documentaires sur les animaux, l’environnement et la nature,. En France, elle a produit et réalisé une trentaine de documentaires pour ARTE , France 5, Canal+, France 2, France 3, Ushuaïa TV, et Planète. Ils sont diffusés sur la plupart des autres chaînes françaises possédant des cases nature, découverte ou animaux.
En 2006, elle lance le collectif « RENARD » (Réalisateurs naturalistes animaliers refusant de disparaître) pour sauver le documentaire animalier en voie de disparition à la télévision et obtient en 2009 la création d’une nouvelle case nature-animaux le dimanche après-midi sur France 2.

## Filmographie

### Réalisation
- 1992 Le voyage du lynx, musique de Jean-Yves Bosseur - 26’
- 1995 Banc d'Arguin, le rendez-vous des oiseaux - 26’
- 1996 Gamba, la plage des éléphants - 26’
- 1997 Rangiroa, le lagon des raies mantas - 26’P
- 1997 Dzanga-Sangha, une clairière en foret vierge - 26’
- 1998 La Gounda, rivière des lions - 26’
- 2000 La danse des baleines - 52’
- 2001 Les animaux casse-pieds - 2 × 52’
  - film 1 : La vie secrète de Tifoune la fouine
  - film 2 : Le roman de Goupil le renard
- 2002 Sandra et le requin inconnu - 52’
- 2004 Le viking noir, le grand cormoran, avec Philippe Garguil - 52’
- 2004 Le silence des gorilles - 52 ’
- 2006 L'Europe à tire d'ailes 85’ et 2 × 52’
- 2007 Les cavaliers de la steppe hongroise - 52’
- 2008 La dernière girafe -  52’
- 2010 Le renard polaire après l’Eden - 52’
- 2011 Le renne après l'Eden et Le crocodile du Nil après l’Eden - 2 × 52’
- 2012 La tortue après l'Eden - 52’
- 2013 Le hérisson après l'Eden  - 52’
- 2015 Le lémurien après l'Eden - 52’
- 2015 L'ours polaire après l'Eden - 52’
- 2016 L'éléphant de forêt après l'Eden - 52’
- 2017 Le lion après l'Eden - 52’
- 2018 La loutre après l'Eden - 52’
- 2019 Le dromadaire après l'éden - 52'
- 2020 Percheron, le retour du cheval de trait  - 52'
- 2022 Kourou, des  bagnes et des fusées - 52'
- 2022 Les Animaux de l'Aéroport -52'
- 2023 La Paille, C'est chic - 52'

### Production
- 2016 Le vin en ébullition de Philippe Prieto et Samuel Toutain - 52’

## Publications
- Marie-Hélène Baconnet et Pierre Croissiaux, La France buissonnière, Guide Arthaud, 1991 lire en ligne sur Gallica
- Fabien Fernandez, Laponie voyage polaire, préface de Marie-Hélène Baconnet, coll. « Au fil des images », éditions Nomades, 2011
- Anne-Marie Minella " Dialogues contemporains avec Jean-Yves Bosseur" - les musiques de films - entretien avec Marie-Hélène Baconnet - éditions Aedam Musica- 2017

## Prix et distinctions

### Décorations
- Officier de la Légion d'honneur [12]
- Chevalier de l'ordre national du Mérite.

### Prix et nominations
- 1975 - Prix Italia 1975 pour L'Italien de la rue des Cloys de Fabrice Pinte, diffusé sur France-Culture (nommée avec Brigitte Bouvier, Édouard Campras, Yann Paranthoen)[13]
- 1988 - Mention spéciale du jury du Prix Italia Écologie pour Fréquence Buissonnière[14].
- 1993 - Prix Coup de cœur du jeune public au Festival international du film scientifique de Palaiseau pour Le voyage du lynx
- 1994 - Prix du meilleur film nature/environnement au Festival international du film ornithologique de Ménigoute[15].
- 1995 - Mention spéciale au International Wildlife Film Festival (en) de Missoula.
- 1996 - Mention spéciale du jury au Festival international du film maritime, d'exploration et d'environnement de Toulon pour Banc d’Arguin, le rendez-vous des oiseaux.
- 1997 - Prix du meilleur film Nature au Festival international du film d’environnement de Paris pour Banc d’Arguin, le rendez-vous des oiseaux[16] ; Prix du meilleur film Nature au Festival international du film d’environnement de Paris
- 1998 - Prix du meilleur film nature au festival de Banska-Bystrica (Slovaquie) ; Prix spécial du jury du Festival international du film maritime et d’exploration de Toulon pour Dzanga-Sangha, une clairière en foret vierge.
- 1999 - Prix du jeune public du Var au Festival international du film maritime et d’exploration de Toulon pour La Gounda, rivière des lions.
- 2000 - Ancre d’argent au Festival international du film maritime et d’exploration de Toulon - Prix du public au Festival mondial de l’image sous-marine d’Antibes pour La danse des baleines[17].
- 2002 - Prix du jury au Festival du film animalier et de l'environnement de Rabat (Maroc) pour La vie secrète de Tifoune la fouine[18] - Prix du jury au Festival du film animalier de Rabat (Maroc) - Prix de la Commission océanographique inter-gouvernementale de l’UNESCO au Festival mondial de l’image sous-marine d'Antibes pour Sandra et le requin inconnu ; Prix de l’Environnement au Festival de l’oiseau de la Baie de Somme.
- 2004 - Meilleur film scientifique de l'année 2004 (co-lauréat)[19]
- 2008 - Prix du film animalier au Festival du film maritime, d’exploration et d’environnement de Toulon, Prix du moyen métrage au festival du film nature de Mûrs-Erigné pour La dernière girafe.
- 2017 - Prix du meilleur documentaire sur le développement durable, Most Festival internacional de Cinema del Vi i el Cava (Espagne) en novembre 2017 pour Le vin en ébullition de Philippe Prieto et Samuel Toutain[20].

### Autres responsabilités
Administratrice, ancienne Secrétaire générale adjointe de la Société nationale de protection de la nature.